# 奥田亜紀子
奥田 亜紀子（おくだ あきこ、1980年 - ）は、日本の漫画家。岐阜県出身。

## 経歴
2011年、「心臓」（月刊アフタヌーン掲載）でデビュー。
『ぷらせぼくらぶ』(小学館)が「THE BEST MANGA 2015 このマンガを読め！」にて7位。
『心臓』（トーチコミックス）が、宝島社から発表される『このマンガがすごい2020』でオンナ編５位になる。「THE BEST MANGA 2020 このマンガを読め！」では4位になる。
また2015年には、同名作家である奥田亜希子による小説「透明人間は204号室の夢を見る」にインスパイアを受けた４コマ漫画「野鳩」を発表。
2018年、同名作家である奥田亜希子による小説「青春のジョーカー」の挿画を担当。

## 単行本
- 『ぷらせぼくらぶ』（小学館、IKKI、2013年11月）

- 『心臓』（リイド社、torchコミックス、2019年7月）
- 『新装版　ぷらせぼくらぶ』(祥伝社、FEELコミックス、2023年５月)